# Jean-Marie Degèsves
Jean-Marie Degèsves (né le 16 mai 1945 à Huy et mort en 1999) est un réalisateur et acteur belge.

## Biographie
Diplômé de l'INSAS à Bruxelles.
Jean-Marie Degèsves commence sa carrière en accumulant les expériences théâtrales.
Outre des téléfilms pour la RTBF, Jean-Marie Degèsves a réalisé un court métrage Les petites Vacances avec Odette  Laurent suivis de deux longs métrages avec des acteurs français renommés : Du bout des lèvres avec Marie Dubois et Du sel sur la peau avec Richard Bohringer, Michel Galabru et Catherine Frot.
Comédien, il a joué aux côtés de Jean-Marie Buchet dans Docteur Justice. Il a également joué deux fois la comédie pour son ami Patrick Van Antwerpen. Ou pour Jean-Pierre Berckmans un autre de ses proches
Devenu dépressif, Jean-Marie Degèsves fut impliqué en 1992 dans un très grave accident de la route qui a contribué à son oubli.
Il est inhumé au Cimetière de Bressoux.

## Filmographie

### Acteur
- 1975 :  Isabelle devant le désir de Jean-Pierre Berckmans
- 1975 :  Docteur Justice de Christian-Jacque
- 1985 :  Vivement ce soir de Patrick Van Antwerpen

### Réalisateur

#### Cinéma
- 1974 : Les petites vacances (court métrage)
- 1976 : Du bout des lèvres
- 1984 : Du sel sur la peau

#### Télévision
- 1977 : Cinéromance (téléfilm)
- 1979 : L'homme au petit chien (téléfilm), d'après Georges Simenon.